# Хардвик, Харольд
Харольд Хэмптон Хардвик (англ. Harold Hampton Hardwick, 14 декабря 1888 — 22 февраля 1959) — австралийский спортсмен, олимпийский чемпион.
Очень рано занялся плаванием, уже в 11 лет выигрывал соревнования, в 16 лет стал чемпионом Сиднея среди школьников; также он активно играл в регби и был капитаном береговой спасательной команды. В 1907 году, используя новый способ плавания «Австралийский кроль», Харольд Хардвик стал чемпионом штата Новый Южный Уэльс на дистанции 100 ярдов. В 1909 году он стал вторым на чемпионате Австралии на дистанциях 100 и 880 ярдов. В 1911 году Харольд Харвик стал чемпионом Австралии на дистанциях 220, 440 и 880 ярдов вольным стилем, а на Фестивале Империи в Лондоне, посвящённом коронации Георга V, Харольд Хардвик стал чемпионом в двух видах спорта: в плавании на дистанции 110 ярдов вольным стилем, и в боксе (тяжёлый вес). Задержавшись в Лондоне для участия в Чемпионате Англии по плаванию, он стал чемпионом на дистанциях 110, 220 и 440 ярдов вольным стилем.
В 1912 году принял участие в Олимпийских играх в Стокгольме, где Австралия и Новая Зеландия выступали объединённой командой — командой Австралазии. Это были единственные Олимпийские игры в современной истории, на которых не было соревнований по боксу, но зато в плавании Харольд Хардвик завоевал золотую медаль в эстафете 4×200 м вольным стилем, и бронзовые медали на дистанциях 400 м вольным стилем и 1500 м вольным стилем.
По возвращении с Олимпиады Харольд Хардвик прекратил участвовать в крупных соревнованиях по плаванию, и переключился на другие виды физической активности. В 1913 году он в составе команды своего клуба выиграл чемпионат штата Новый Южный Уэльс по регби, а в 1914 году стал чемпионом штата по боксу среди любителей. В 1915 году он перешёл в профессионалы (его промоутером стал Реджинальд Бейкер), и бросил вызов чемпиону Австралии в тяжёлом весе, но проиграл нокаутом.
В августе 1917 года Харольд Хардвик вступил в Австралийские имперские силы и принял участие в боевых действиях Первой мировой войны на Ближнем Востоке, воюя в качестве сапёра во 2-м эскадроне сигнальщиков. В октябре 1918 года в связи с окончанием войны он ушёл в отставку, но с 1921 года числился в составе местной милиции, и во время Второй мировой войны с 1940 по 1942 годы командовал 1-м кавалерийским дивизионом сигнальщиков, дослужившись до звания полковника.